# جيرهارد وايبيل (دراجات نارية)
جيرهارد وايبيل (بالألمانية: Gerhard Waibel) هو متسابق دراجات نارية ألماني. نافس في سباقات بطولة العالم لفئة 125 سي سي ولفئة 50 سي سي. بدأ المنافسة في بطولة الجائزة الكبرى سنة 1979. أفضل موسم له كان موسم سنة 1987 عندما جاء في المركز الثالث في بطولة العالم لفئة 80 سي سي.

## روابط خارجية
- جيرهارد وايبيل على موقع MotoGP.com (الإنجليزية)